# Оверберг (полигон)
Полигон Оверберг или Денел-Оверберг (англ. Denel Overberg Test Range, до 31 марта 2011 — Overberg Test Range, африк. Overberg Toetsbaan — сокр. OTB) — ракетный полигон и комплекс испытаний систем вооружений расположенный в регионе Оверберг на южном побережье Южно-Африканской Республики, возле поселения Арнистон (рядом с мысом Игольным).

## Инфраструктура
Сооружения полигона включают стартовые площадки ракет, РЛС слежения, системы оптических внешнетраекторных измерений, кинотеодолиты, а также инфраструктуру авиабазы Оверберг, места базирования Лётно-испытательного технического центра ВВС ЮАР. Расположение объектов полигона является «калькой» авиабазы Пальмахим, что предполагает активный вклад Израиля в процесс проектирования полигона.

## Испытания
Полигон использовался для совершения испытательных пусков ракет серии RSA, включая совместные работы ЮАР и Израиля над баллистическими ракетами средней дальности серии RSA-3 (израильская ракеты серии «Иерихон» и космическая РН «Шавит») в 1989 и 1990 годах. Однако, работы по этой военной программе были прекращены в 1992 году. Испытания по гражданской космической программе ЮАР продолжались на полигоне ещё около года, пока не были окончательно закрыты в 1993 году.
С этого времени инфраструктура полигона использовалась в интересах ряда иностранных клиентов:
- Германия испытывала ПКР Exocet, корабельную ЗУР RIM-7 Sea Sparrow, КР TAURUS[4] и ракету «воздух-воздух» IRIS-T;
- Чехия
- Сингапур тестировал российский ПЗРК «Игла»[5];
- Великобритания проводила оценку харктеристик вертолёта Denel AH-2 Rooivalk;
- Швеция испытывала собственную ПКР RBS-15 Mk 3[6] и систему защиты гражданских самолётов от ракет CAMPS[англ.][7];
- Испания проводила работы по интеграции и оценке крылатых ракет TAURUS в составе вооружения самолёта EF-18A (C.15)[8] (в рамках операции «Южный крест» (исп. La Operación "Cruz del Sur")[9]).

## Характер работ
Проводимые на полигоне испытания фокусируются больше на определении лётно-технических характеристик образцов вооружения и военной техники (ВиВТ), чем на оценке эффективности разрушающего воздействия оружия на цель. Соответственно, испытательные пуски и полёты ракет, как правило, проводятся с инертными боевыми частями или (и) телеметрическими вариантами ракет, а не ракетами в штатном исполнении.
Могут проводиться испытания следующих классов ВиВТ:
- ракет «воздух-воздух»;
- ракета «воздух-поверхность» (по наземным или надводным целям);
- ракет класса «поверхность-поверхность» (баллистических и крылатых, наземного и морского базирования);
- противотанковых управляемых ракет, включая пуски с вертолётов;
- характеристик самолётов, точности сброса и оценка авионики.

при этом клиентам предоставляются следующие типы данных:
- Траектории;
- Записи телеметрии;
- Фото и видеоинформацию;
- Метеопрофили.